# Xavier Oliva González
Xavier Oliva González és un porter de futbol català nascut el 29 de maig de 1976 a l'Hospitalet de Llobregat. Està retirat des del 2011. A la primera part de la seva carrera va defensar la porteria de diversos clubs, majoritàriament catalans i de Segona B. Les seves bones actuacions li van permetre jugar dues campanyes a la Segona divisió espanyola de futbol: primer amb el Recreativo de Huelva (1999/00) i posteriorment amb el Nàstic (2001/02), amb el qual havia aconseguit l'ascens.
Aquell mateix estiu de 2002 Xavi Oliva marxà a un renovat CE Castelló. Durant les seves primeres tres campanyes, el club va classicar-se sempre per disputar la lligueta d'ascens a Segona divisió. Xavi Oliva fou una peça fonamental quedant any rere any entre els porters menys golejats de la categoria. Finalment pogué aconseguir el seu segon ascens en la temporada 2004/05. Aquell estiu va ser operat d'uns problemes a l'esquena pels que fou baixa més de sis mesos. A la 2006/07 va tornar a la titularitat per perdre-la novament des de la següent. En aquest temps ha esdevingut el segon porter que més partits ha jugat en tota la història del club, només superat pel iugoslau Dragomir Racić, així com el rècord de partits en Segona B amb 120.

## Altres mèrits
- 2 ascensos a Segona divisió espanyola de futbol: 2000/01 amb el Gimnàstic i 2004/05 amb el CE Castelló.
- 1 porter menys golejat del grup III de Segona divisió B: 2002/03 amb el CE Castelló.
- 1 Trofeu Planelles (millor jugador del CE Castelló): temporada 2003/04.